# Dictadura del proletariat
La Dictadura del proletariat (alemany Diktatur des Proletariats) és una forma de govern postulada pel marxisme com a instància de transició revolucionària entre el capitalisme i la societat comunista. D'acord amb el marxisme, l'existència mateixa de qualsevol tipus d'estat implica la dominació d'una classe social sobre una altra.
D'acord amb Karl Marx, en el règim capitalista, fins i tot en condicions de democràcia, existeix una dictadura de la burgesia, en detriment dels treballadors i el conjunt del poble. Marx postula la necessitat d'una revolució en la qual el proletariat s'estableixi com a classe dominant, per a dissoldre's a poc a poc com a tal, en la transició cap a una societat sense classes. La dictadura del proletariat seria l'etapa immediatament posterior a la presa del poder per part de la classe obrera, en la qual es crea un Estat Obrer, el qual, com tot estat, seria una dictadura d'una classe sobre altra (en aquest cas, del proletariat sobre la burgesia).
En aquesta fase, el proletariat aconsegueix el poder i l'utilitza per a acabar amb l'explotació capitalista, consolidar la revolució i evitar els intents de retornar al règim anterior per part de la burgesia. Un cop acomplerts aquests objectius l'última missió de la dictadura del proletariat és l'abolició de l'estat per poder donar pas a l'establiment del comunisme.
El concepte de dictadura del proletariat va ser enunciat per Karl Marx al Manifest Comunista (1848) i posteriorment desenvolupat per Lenin a L'estat i la revolució (1917).
En paraules de Lenin: "La dictadura del proletariat, és a dir, l'organització de l'avantguarda dels oprimits com la classe dominant, amb el propòsit de suprimir als opressors, no pot resultar simplement en una expansió de la democràcia. Simultàniament amb una immensa expansió de la democràcia, la qual per primera vegada es torna democràcia per als pobres, democràcia per al poble, i no democràcia per als sacs de diners, la dictadura del proletariat imposa una sèrie de restriccions en la llibertat dels opressors, els explotadors, els capitalistes. Hem de suprimir-los per a alliberar la humanitat de l'esclavitud assalariada; la seva resistència ha de ser aixafada per la força; és clar que no hi ha llibertat ni democràcia allí on hi ha supressió i on hi ha violència"
És important diferenciar dues etapes en la història de la concepció de la dictadura del proletariat. Inicialment, Marx i Friedrich Engels només parlaven de la presa del poder estatal per part de la classe treballadora; no obstant això, després de l'experiència de la Comuna de París, van concloure que per a exercir la Dictadura del Proletariat, la classe obrera no podia simplement omplir les estructures estatals existents, sinó que havia de procedir a destruir l'estat burgès i posar en peus un estat obrer basat en l'organització col·lectiva (Comunes o Consells) de la classe obrera